# 孔多爾科查湖
14°56′06″S 73°09′50″W / 14.93500°S 73.16389°W
孔多爾科查湖（Kunturqucha），是秘魯的湖泊，位於該國中南部阿亞庫喬大區，由保卡爾德爾薩拉薩拉省的奧約洛區負責管轄，處於烏綏蒂皮科查湖西南面。